# Epitome of Torture
Epitome of Torture (с англ. — «Воплощение пыток») — четырнадцатый студийный альбом немецкой трэш-метал группы Sodom. Альбом дебютировал в чарте Billboard Heatseakers на 25 строчке, что стало наивысшим дебютом группы в Billboard. Песня «Katjuscha» содержит мелодию из песни «Катюша» — советской русской народной песни времён Второй мировой войны, написанной Матвеем Блантером в 1938 году. На песню «Stigmatized» был снят видеоклип.

## Список композиций
Слова и музыка всех песен — Томасом Зухом, за исключением указанных.
| №                   | Название                      | Автор(ы)               | Длительность |
| ------------------- | ----------------------------- | ---------------------- | ------------ |
| 1.                  | «My Final Bullet»             |                        | 4:39         |
| 2.                  | «S.O.D.O.M.»                  |                        | 3:46         |
| 3.                  | «Epitome of Torture»          |                        | 3:31         |
| 4.                  | «Stigmatized»                 |                        | 2:56         |
| 5.                  | «Cannibal»                    |                        | 4:19         |
| 6.                  | «Shoot Today - Kill Tomorrow» |                        | 4:00         |
| 7.                  | «Invocating the Demons»       |                        | 4:25         |
| 8.                  | «Katjuscha»                   |                        | 3:42         |
| 9.                  | «Into the Skies of War»       |                        | 3:50         |
| 10.                 | «Tracing the Victim»          | Томас Зух, Надя Хертен | 4:46         |
| Общая длительность: | Общая длительность:           | Общая длительность:    | 39:51        |

| №                   | Название             | Длительность |
| ------------------- | -------------------- | ------------ |
| 11.                 | «Waterboarding»      | 5:06         |
| 12.                 | «Splitting the Atom» | 4:28         |
| Общая длительность: | Общая длительность:  | 49:32        |

## Участники записи
- Томас Зух — вокал, бас-гитара
- Бёрнд «Bernemann» Кост — гитара
- Маркус «Макка» Фрайвальд — ударные

## Чарты
| Чарт (2013)                            | Высшая позиция |
| -------------------------------------- | -------------- |
| Германия (Offizielle Top 100)          | 32             |
| Швейцария (Schweizer Hitparade)        | 87             |
| США (Billboard Top Heatseekers Albums) | 25             |